# Ульянинский сельский округ (Московская область)
Ульянинский сельский округ — упразднённая административно-территориальная единица, существовавшая на территории Раменского района Московской области в 1994—2006 годах.
Ульянинский сельсовет был образован в первые годы советской власти. По данным 1919 года он входил в состав Ульяновской волости Бронницкого уезда Московской губернии.
В 1923 году к Ульянинскому с/с были присоединены Колоколовский и Першинский с/с
В 1926 году Колоколовский и Першинский были выделены из состава Ульянинского с/с, но уже в 1927 году присоединены к нему обратно.
В 1926 году Ульянинский с/с включал 1 населённый пункт — село Ульянино.
В 1929 году Ульянинский с/с был отнесён к Бронницкому району Коломенского округа Московской области.
В 1931 году к Ульянинскому с/с был присоединён Давыдовский с/с.
21 августа 1936 года к Ульянинскому с/с был присоединён Поддубьевский с/с (селения Новая Марьинка и Поддубье).
17 июля 1939 года к Ульянинскому с/с был присоединён Старниковский сельсовет (селения Кочетовка и Старниково).
12 апреля 1952 года из Ульянинского с/с в Рыболовский были переданы селения Кочетовка и Старниково, а в Михеевский с/с — селение Колоколово. Одновременно из Степановского с/с в Ульянинский было передано селение Старомайково.
14 июня 1954 года к Ульянинскому с/с был присоединён Татаринцевский сельсовет.
22 июня 1954 года из Ульянинского с/с в Вохринский было передано селение Слободино.
3 июня 1959 года Бронницкий район был упразднён и Ульянинский с/с вошёл в Люберецкий район.
28 июля 1960 года Ульянинский с/с был передан в восстановленный Раменский район.
20 августа 1960 года из Ульянинского с/с в Рыболовский были переданы селения Владимировка, Сабурово, Татаринцево и Тишково.
1 февраля 1963 года Раменский район был вновь упразднён и Ульянинский с/с вошёл в Люберецкий сельский район. 11 января 1965 года Ульянинский с/с был возвращён в восстановленный Раменский район.
3 февраля 1994 года Ульянинский с/с был преобразован в Ульянинский сельский округ.
27 декабря 2002 года к Ульянинскому с/о был присоединён Никитский сельский округ.
В ходе муниципальной реформы 2004—2005 годов Ульянинский сельский округ прекратил своё существование как муниципальная единица. При этом все его населённые пункты были переданы в сельское поселение Ульянинское.
29 ноября 2006 года Ульянинский сельский округ исключён из учётных данных административно-территориальных и территориальных единиц Московской области.